# Karl 1. af Braunschweig-Wolfenbüttel
Karl 1. (1. august 1713 i Braunschweig – 26. marts 1780 i Braunschweig) var fyrste af Braunschweig-Wolfenbüttel fra 1735 til 1780.
Karl 1. tilhørte Huset Welf og var søn af sin forgænger fyrst Ferdinand Albrecht 2. af Braunschweig-Wolfenbüttel. På tidspunktet for hans fødsel udgjorde hans familie sidelinjen Braunschweig-Wolfenbüttel-Bevern af fyrstehuset Braunscweig-Wolfenbüttel, men efter sin fætter Ludvig Rudolfs død i marts 1735, arvede hans far hele Fyrstendømmet Wolfenbüttel og trådte tilbage som feltmarskal. Han døde dog uventet blot et halvt år senere, hvorved Karl efterfulgte sin far som fyrste af Braunschweig-Wolfenbüttel.
Karl 1. var bror til Dronning Juliane Marie af Danmark-Norge og var selv gift med Philippine Charlotte af Preussen, søster til Kong Frederik den Store af Preussen. Han blev efterfulgt af sin ældste søn, Karl Vilhelm Ferdinand.